# Hans-Christoph Blumenberg
Pour les articles homonymes, voir Hans Blumenberg.
Hans-Christoph Blumenberg, né le 1er mars 1947 à Lychen (Allemagne), est un réalisateur, scénariste et critique de cinéma allemand.

## Filmographie partielle

### Comme réalisateur
- 1970 : Italo-Western: Die Lust am Untergang (TV)
- 1970 : Preston Sturges - Porträt eines Hollywood-Regisseurs (TV)
- 1978 : Ein verdammt gutes Leben - Howard Hawks (TV)
- 1984 : Les Yeux du désir (de) (Tausend Augen)
- 1986 : Der Sommer des Samurai
- 1987 : Der Madonna-Mann
- 1989 : In meinem Herzen, Schatz...
- 1992 : Wenn ich sonntags in mein Kino geh'... (TV)
- 1994 : Rotwang muß weg! (de)
- 1996 : Evelyn Hamanns Geschichten aus dem Leben (série télévisée)
- 1996 : Au prochain baiser, je tire ! (Beim nächsten Kuß knall ich ihn nieder)
- 1998 : Les Enquêtes du professeur Capellari (série télévisée)
- 1998 : To wszawe nagie zycie (TV)
- 1999 : After Play (TV)
- 1997 : Zwei Brüder (série télévisée)
- 2000 : Hirnschal gegen Hitler (TV)
- 2000 : Mordkommission (série télévisée)
- 2000 : Deutschlandspiel (TV)
- 2001 : Planet der Kannibalen
- 2003 : Der Aufstand (TV)
- 1988 : Tatort (série télévisée)
- 2005 : Die letzte Schlacht (TV)
- 2005 : Kanzleramt (série télévisée)
- 2006 : Die Kinder der Flucht (série télévisée)
- 2008 : Warten auf Angelina
- 2010 : Spur der Bären (TV)
- 2009 : SOKO Wismar (série télévisée)

### Comme acteur
- 1973 : Un pigeon mort dans Beethovenstrasse (Tatort - Tote Taube in der Beethovenstraße) de Samuel Fuller
- 1984 : Les Yeux du désir (de) (Tausend Augen) : Fluggast
- 1986 : Der Sommer des Samurai : Journalist
- 1988 : Die Jungfrauenmaschine : Telephone Caller
- 1993 : Three Shake-a-Leg Steps to Heaven : Entrepreneur des pompes funèbres
- 1996 : Au prochain baiser, je tire ! (Beim nächsten Kuß knall ich ihn nieder) : Theaterregisseur (voix)
- 1998 : Liebe deine Nächste! : Vagan-Geschäftsführer
- 1999 : Aimée et Jaguar : Fotograf Schmidt
- 2012 : Drei Zimmer/Küche/Bad : Makler Winter